# Edward James
Edward William Frank James (16 août 1907 - 2 décembre 1984) est un poète britannique connu pour son mécénat du mouvement surréaliste.

## Jeunesse et mariage

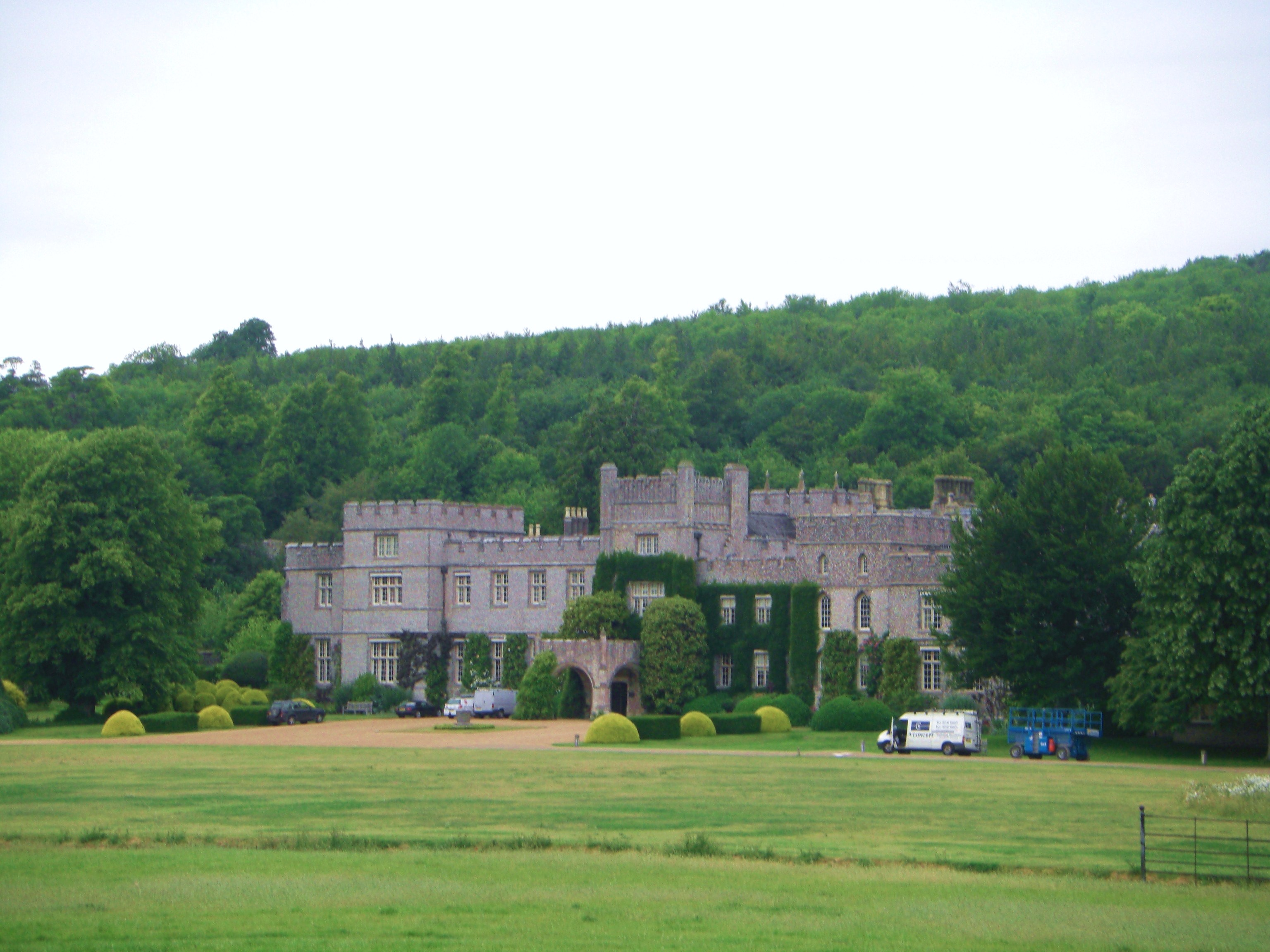
West Dean House

Edward James naquit le 16 août 1907, comme fils unique de William James, un magnat américain des trains qui avait déménagé en Angleterre et qui s'était marié avec Evelyn Forbes, mondaine écossaise réputée être fille naturelle du prince de Galles (le futur Édouard VII). 
Il avait quatre sœurs : Audrey, Millicent, Xandra et Silvia. James reçut une courte éducation à Eton, puis au Rosey en Suisse pour intégrer enfin Christ Church, où il était contemporain d'Evelyn Waugh et de Harold Acton. 
En 1912 à la mort de son père il hérita des 32 km2 de West Dean House dans le Sussex. 
Le premier mécénat de James fut de publier le premier livre poésie de John Betjeman lorsqu'il était à Oxford. Il travailla avec Brian Howard sur Glass Omnibus. 
Après ses études, James fit une brève carrière comme diplomate stagiaire à l'ambassade à Rome. Il était chargé de l'envoi de messages codés à Londres et, alors qu'il était censé envoyer un message disant que les Italiens mettaient trois croiseurs en chantier, Londres reçut un message comme quoi il s'agissait de la mise en cale de 300 de ces navires, à la suite de quoi il fut envoyé en congé de longue durée.
Au début des années 1930, il se maria avec Tilly Losch, danseuse, chorégraphe, actrice et peintre autrichienne. Il y eut plusieurs production qui furent créées pour elle, par exemple Les Ballets 1933, où jouaient Kurt Weill, Lotte Lenya et George Balanchine. 
Lui et Boris Kochno chargèrent cette année Brecht et Weill de leurs dernière collaboration, The Seven Deadly Sins, que Balanchine produisit, dirigea et chorégraphia.
James et Losch divorcèrent en 1934 ; il l'accusa d'adultère avec le prince Serge Obolensky, descendant de l'aristocratie russe devenu dirigeant d'hôtel américain ; elle tenta de faire requalifier ce divorce par une démonstration de l'homosexualité de James, manœuvre qui échoua du fait que James fut reconnu  bisexuel... 
Après son divorce, James fit partie d'un groupe mondain en Angleterre qui incluait les sœurs Mitford et le compositeur Lord Berners (en).

## Surréalisme
James est surtout connu comme un amateur et mécène précoce du surréalisme, mouvement né des incertitudes et des bouleversements politiques de l'entre-deux-guerres aidé des découvertes psychanalytiques de Freud. Rejetant la domination de la rationalité bourgeoise, les surréalistes s'échappaient dans l'irrationalité, le rêve et l'inconscient. 
James finança la revue Le Minotaure de 1933 à 1939, "sponsorisa" Salvador Dalí durant toute l'année 1937 en lui payant à l'avance sa production, et sa collection de peintures et d'objets d'arts devint en conséquence la plus importante collection surréaliste privée. Il aida également Dali pendant deux ans et permit à René Magritte de séjourner dans sa résidence londonienne pour y peindre ; il lui commanda notamment La Durée poignardée.
James est représenté dans deux toiles surréalistes, toutes deux de Magritte:
- La Reproduction interdite, vers 1937[4]
- Le Principe du plaisir : Portrait d'Edward James[5]

Ces deux toiles suggèrent la folie; dans la première, James se regarde dans un miroir et nous montre son dos et l'arrière de sa tête, dans le second, la tête de James est une boule de feu.
En plus d'oeuvres de Dali et Magritte sa collection incluait entre autres, celles de Jérôme Bosch, Giorgio De Chirico, Paul Klee, Leonora Carrington, Leonor Fini, Pavel Tchelitchev, Pablo Picasso, Giacometti, Max Ernst et Paul Delvaux. La plupart furent vendues par Christie's deux ans après sa mort.
Son intérêt intellectuel pour le surréalisme se note également par son mécénat de la revue surréaliste Minotaure, publiée à Paris. Il rénova sa demeure de Monkton dans le style surréaliste en collaboration avec un pionnier de ce mouvement au Royaume-Uni Syrie Maugham. Il y intégra quelques-unes des plus fameuses œuvres surréalistes comme le Mae West Lips Sofa conçu par Dalí d'après les lèvres de Mae West, ainsi qu'un Téléphone-homard blanc. James donna ces deux œuvres au musée d'art de Brighton. La plus extravagante des créations surréalistes de James fut réalisée dans une forêt mexicaine sous la forme d'un jardin de sculptures surréalistes Las Pozas.

## Nouveau-Mexique
En 1940, il se rendit à Taos au Nouveau-Mexique (États-Unis) comme invité de Mabel Dodge Luhan. 
Il rencontra là-bas l'honorable Dorothy Brett (en), peintre britannique pauvre quoiqu'aristocrate qui lui vendit neuf peintures en 1941 pour 580 dollars ; il invita cette femme peintre de 70 ans à rentrer en Angleterre à West Dean, offre qu'elle déclina.

## Las Pozas

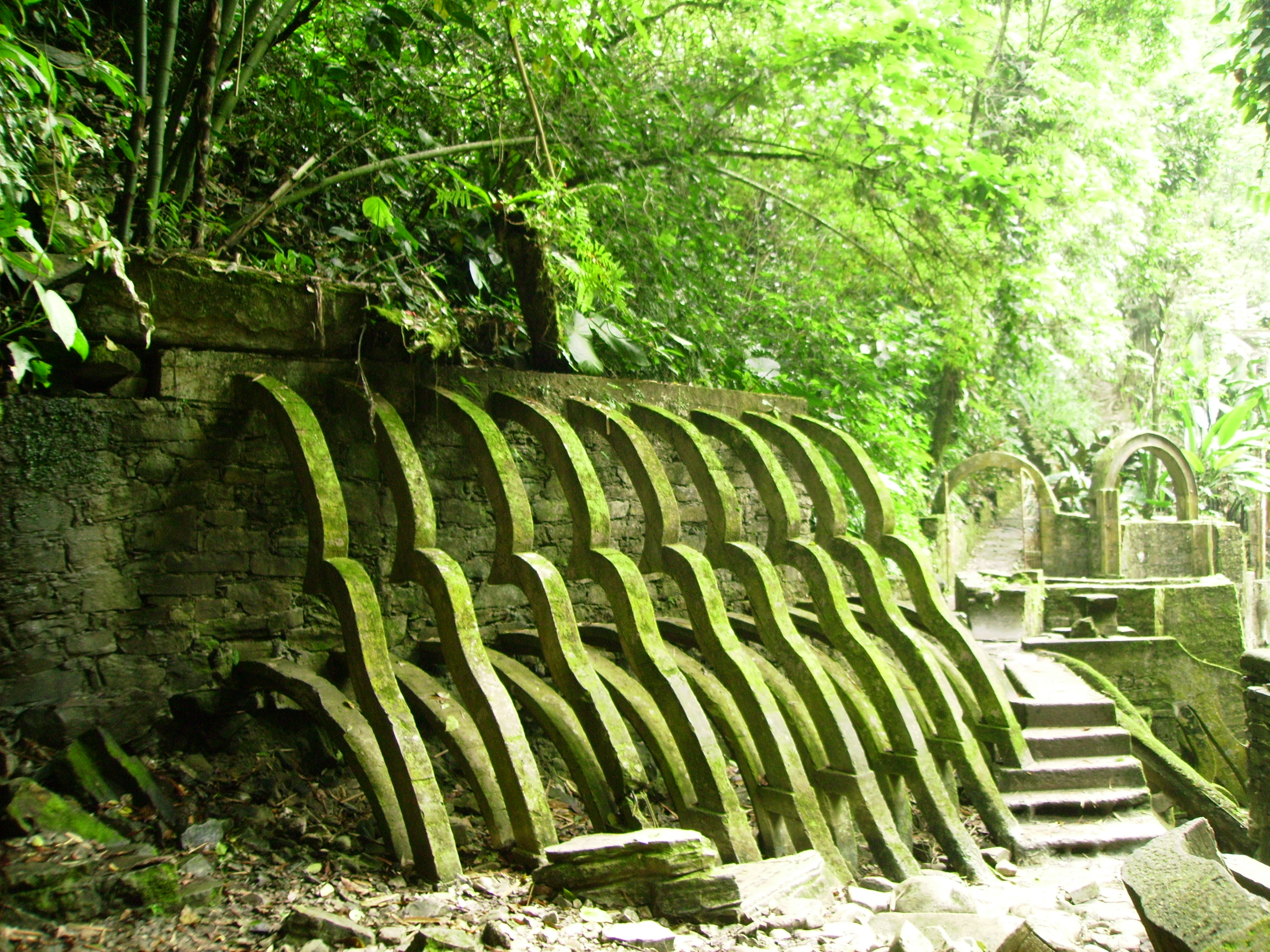
La sculpture surréaliste du parc Las Pozas, Xilitla.

Las Pozas (Les piscines) fut créée par James à plus de 600 m au-dessus de la mer, dans la forêt tropicale des montagnes mexicaines, aux abords de la ville de Xilitla. Il inclut plus de 32 ha de réseaux de cascades naturelles et d'étangs où sont disposées des sculptures surréalistes en béton

Dispersion de ses collections d'art
"James aimait les objets  alliant l'incongru et l'exotique. (il) dormait dans un lit, copie conforme du catafalque de Napoléon, et travaillant sur un bureau d'époque Regency, en forme d'architecture italienne, décoré en grisaille" (Isabelle Le Chevallier, dans "Beaux-Arts", n°36/juin 1986, p.23).
Le 30 mars 1981 à Londres Christie's vendit la majeure partie de l'ensemble unique d'oeuvres de Dali qu'il avait constitué. Du 2 au 6 juin  1986, la même maison de ventes dispersa à Monkton, une maison construite par Luytens en 1902, ses autres collections, comprenant des oeuvres d'art moderne (Dali, Ernst, Eugène et Léonid  Berman, Tristan Bérard, Pavel Tchetiltchew) et des meubles anciens acquis par ses parents vers 1900 pour meubler West Dean House, château remodelé en 1902 afin de recevoir le prince de Galles, par les architectes George et Peto. 

## West Dean
En 1964 James fit don de ses propriétés anglaises, dont West Dean House (à West Dean), à une organisation caritative. 
La Fondation Edward James du West Dean College (en) est devenue un centre pour la préservation des arts traditionnels.

## Œuvres
- E. James, The Bones of my Hand, publié à compte d'auteur, Londres, 1930.
- E. James, The Glass Omnibus, publié à compte d'auteur, Londres, 1934.
- E. James, The Gardener Who Saw God, 1937
- Edward James a écrit quatre poèmes intitulés Sécheresses mis en musique par Francis Poulenc pour chœur de quatre voix mixtes, piano et orchestre en 1937.
- E. James, autobiographie, George Melly (éd.), Swans Reflecting Elephants, My Early Years, Autobiography of Edward James (Weidenfeld, Londres, 1982).

## Sculpture
Une sculpture en marbre d'Edward James par le sculpteur Isamu Noguchi existe.